# Cheiracanthium mildei
Cheiracanthium mildei is een spin uit de familie Cheiracanthiidae. De wetenschappelijke naam van de soort werd in 1864 gepubliceerd door Ludwig Carl Christian Koch.
De soort komt oorspronkelijk voor in het Middellandse Zeegebied. De soort is in april 2007 in België aangetroffen. In Nederland wordt de soort incidenteel als 'importsoort' aangetroffen, maar ze plant zich hier niet voort.
Sinds 1949 komt de soort ook voor in de Verenigde Staten.